# France Bleu Roussillon
France Bleu Roussillon (lit. ‘França Blau Rosselló’) és una de les estacions de la xarxa France Bleu de Radio France. Serveix el departament de Pirineus Orientals i també es pot rebre en una part del departament d'Aude, l'Arieja i l'Erau i més enllà de les fronteres amb Andorra i Espanya.
Des de la inauguració de l'emissora, al 1945, associada a la Radiodiffusion Française (RDF), Ràdio Perpinyà-Rosselló, comença l'emissió de programes en català, com ja havia fet a finals del 1944 l'emissora de l'antiga Radiodiffusion Nationale Française, Radio Toulouse-Pyrénées. L'any 1949, amb la creació de la RTF, l'emissora resta associada a l'entitat.
A l'octubre del 1957, Ràdio Perpinyà-Rosselló comença a emetre el programa en català Aires del Canigó, mentre que des del 9 de març del 1958 fins al 1964, les emissions internacionals franceses (Ràdio París), programaven emissions quinzenals del programa París, folgar de la cultura catalana. L'any 1964, amb la creació de l'ORTF, l'emissora resta associada a l'entitat.
El 6 de gener del 1975, amb la desaparició de l'ORTF, Ràdio Perpinyà-Rosselló canvia el seu nom a FR3 Ràdio Rosselló, depenent de la xarxa de ràdio de la televisió d'FR3 (França Regions 3).
Al 1982, però, FR3 Ràdio Rosselló canvia el seu nom pel de Ràdio França Rosselló, que emet en freqüència compartida amb la ràdio musical France Modulation, creada a París especialment per a plenar les hores en què les ràdios locals de Radio France no tenien programació pròpia. Al 1988, Ràdio França Rosselló redueix la seva programació local a només 13 hores setmanals.
Durant els anys en què les emissores de Ràdio 4 a Catalunya, el País Valencià i les Illes Balears produïen part de la programació conjuntament (1989-1991), Ràdio 4 també produïa programes musicals en col·laboració amb Ràdio França Rosselló.
El 4 de setembre del 2000 les estacions de ràdio locals de Radio France s'uniren a la xarxa de France Bleu que els proporciona una programació nacional conjunta que les estacions regionals poden complementar amb programes propis. Ràdio França Rosselló és reanomenada França Blau Rosselló i la programació en català desapareix totalment, tot i que les sintonies són en català.
Entre els programes específics de France Bleu Roussillon hi ha les diferents edicions de l'informatiu diari local, els programes "Catalans du bout du monde" i "Un jour comme aujourd'hui dans les Pyrénées-Orientales" i les cròniques "La minute des ecos catalans" i "Les astuces des auditeurs".
Després de 20 anys d'absència de les emissions en català, França Blau Rosselló va tornar a emetre en català al 2020 amb la secció Parlem català. A més, des del setembre del 2022, França Blau Rosselló ha ampliat la seva programació en català amb el programa El Periscopi, que s'emet els diumenges de 12:00 h a 13:00 h.
Actualment, compta amb una audiència del 12,8% a tot el Rosselló.

## Seu local
La seu local es troba a Perpinyà (24 Avinguda del Maréchal Leclerc, 66028 Perpinyà).